# 交力坪車站

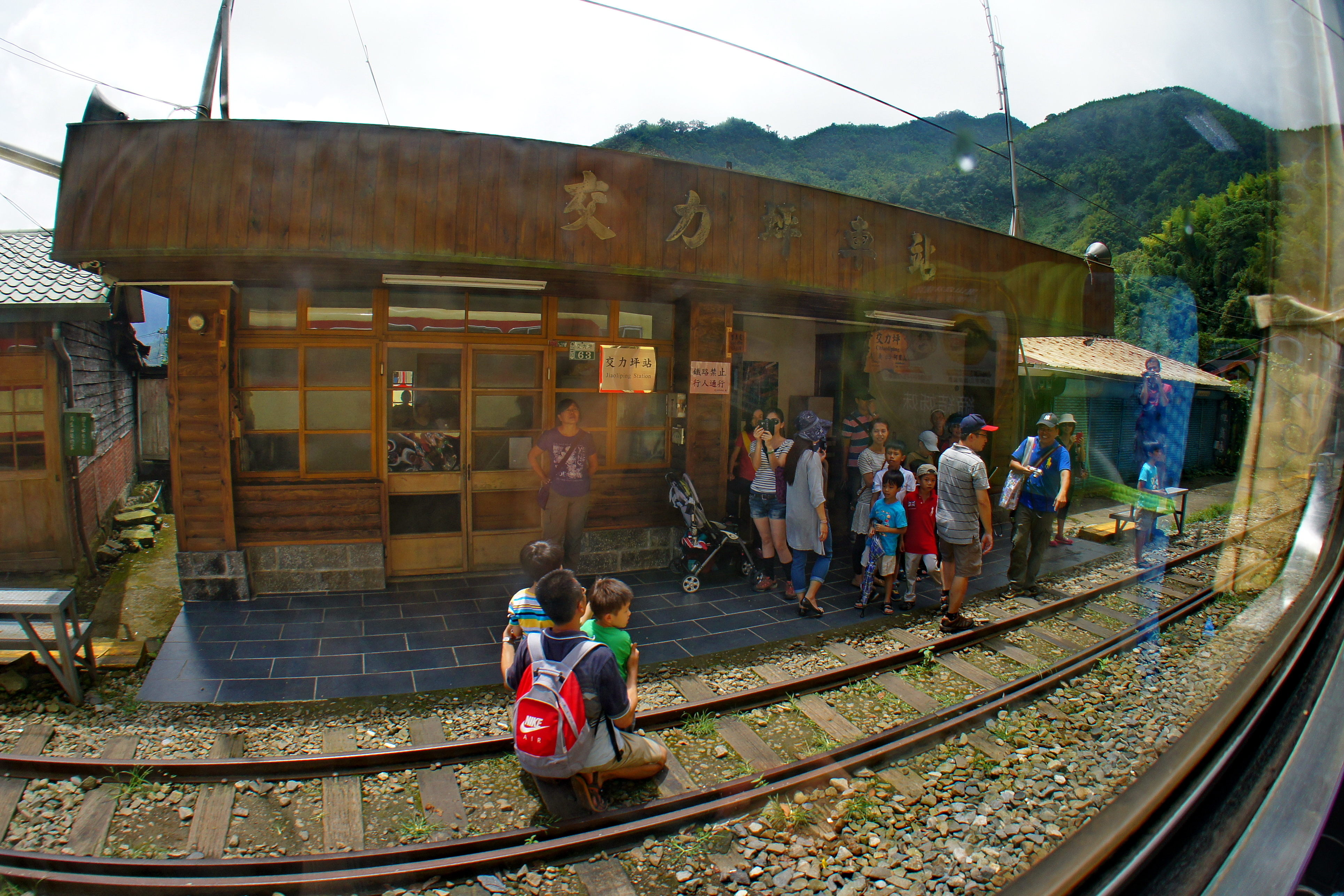
魚眼鏡頭下的交力坪車站月台

交力坪車站位於台灣嘉義縣竹崎鄉，為林務局阿里山林業鐵路阿里山線之鐵路車站，本站過去曾為上山和下山班車的交會地點。

## 車站構造
左邊是辦公室，右邊是候車室。

## 利用狀況
- 阿里山線（主線）的停靠站。

## 車站週邊
- 瑞太古道
- 縣道166號

## 歷史
- 1912年10月1日：設站。

## 外部連結
- 交力坪車站（阿里山林業鐵路） （页面存档备份，存于）

23°31′51″N 120°38′36″E / 23.53083°N 120.64333°E